# Locunolé
Locunolé är en kommun i departementet Finistère i regionen Bretagne i västra Frankrike. Kommunen ligger i kantonen Arzano som tillhör arrondissementet Quimper. År 2022 hade Locunolé 1 166 invånare.

## Befolkningsutveckling
Antalet invånare i kommunen Locunolé
Referens:INSEE